# Birgittelyst
Birgittelyst er et mindre bysamfund i Midtjylland med 611 indbyggere  (2024), beliggende i Almind Sogn, 7 kilometer syd for Viborg. Byen ligger i Viborg Kommune og hører til Region Midtjylland. Den fungerer i hovedsagen som satellitby til Viborg.

## Byens navn
Birgittelyst har navn efter Birgitte Hansdatter fra Gjøl som 1786 sammen med sin mand Christen Agerskov fik Non Mølle under Hald Hovedgård i fæste. Parret havde været henholdsvis husholderske og kusk på hovedgården. Møllerkonen fik senere bevilling til at drive en kro i forbindelse med møllen. Kroen kaldtes oprindelig Birgittelyst Kro, men skiftede navn til Non Mølle Kro efter Birgitte Hansdatters død i 1832. Den har nu (2011) fået sit gamle navn tilbage.

## Historie
Byen begyndte så småt at tage form i slutningen af 1960'erne, men hovedparten af de i dag ca. 250 husstande blev opført som parcelhuse i 70'erne. Der opføres stadig enkelte nye huse på Kløverstien. Hvor hovedparten af husene blev beboet af børnefamilier i 70'erne og frem til starten af 90'erne, er aldersfordelingen i dag mere spredt. De senere år er der flyttet en del nye børnefamilier til Birgittelyst.

## Birgittelyst i dag
Efter lukningen af Almind Skole som almindelig folkeskole i ca. 1990, går skolebørn nu i Hald Ege Skole i Hald Ege. Lokalbus nr. 711 fungerer som busforbindelse til skolen med afgange tilpasset skolens timeplaner. Bussen kører ruten: Almind – Birgittelyst – Hald Ege – Viborg. Der blev i 2006 opført en cykelsti på Tostrupvej, så der nu er cykelsti hele vejen til skolen i Hald Ege.
Byens eneste dagligvareforretning lukkede sidst i 90´erne. Byen har forskellige klubber og arrangementer. Bl.a. grundejerforeningen, amatørteater, petanque, stavgang, løbeklub, rideklubben BIG og Almind/Birgittelyst fodboldklub.
Birgittelyst har lagt navn til en sang med bandet Love Shop.